# یان چندلر (بازیکن فوتبال)
یان چندلر (انگلیسی: Ian Chandler؛ زادهٔ ۲۰ مارس ۱۹۶۸) بازیکن فوتبال اهل بریتانیا است.
از باشگاه‌هایی که در آن بازی کرده‌است می‌توان به باشگاه فوتبال بلیث اسپارتانس، باشگاه فوتبال بارنزلی، باشگاه فوتبال استوک‌پورت کانتی، باشگاه فوتبال ویتلی بای، باشگاه فوتبال بیشاپ اوکلند، و باشگاه فوتبال ساوت شیلدز اشاره کرد.